# Xã Hickory Plain, Quận Prairie, Arkansas
Xã Hickory Plain (tiếng Anh: Hickory Plain Township) là một xã thuộc quận Prairie, tiểu bang Arkansas, Hoa Kỳ. Năm 2010, dân số của xã này là 616 người.